# Sineoamphisbaena
Sineoamphisbaena is een geslacht van uitgestorven reptielen dat behoort tot de Squamata. Het leefde in het Laat-Krijt (Campanien, ongeveer 75 miljoen jaar geleden) en zijn fossiele resten zijn gevonden in China.

## Naamgeving
De typesoort Sineoamphisbaenia hexatabularis werd voor het eerst beschreven in 1993, door Wu Xiaochun, Donald B. Brinkman, Anthony P. Russell, Dong Zhiming, Philip John Currie, Hou Lianhai en Cui Gufhai op basis van fossielen gevonden in Binnen-Mongolië (China). De geslachtsnaam betekent 'de Chinese amphisbaeniër'. De soortaanduiding betekent 'met zeshoekig schedeldak'.
Het holotype is IVPP V10593, een skelet met schedel gevonden in de Bayan Mandahu. Het paratype is IVPP 10612, een fragmentarischer skelet met schedel.

## Beschrijving
Dit dier is alleen bekend van een gedeeltelijk fossiel, waaronder een volledige schedel compleet met onderkaken, talrijke wervels en een deel van de linkervoorpoot. Het uiterlijk van Sineoamphisbaena moet heel anders zijn geweest dan dat van de huidige hagedissen, en in feite werd dit dier aanvankelijk beschouwd als een lid van de Amphisbaenia, de wormhagedissen. De schedel, ongeveer twee centimeter lang, had een ongebruikelijke vorm: hij was vrij kort en in het bovenste deel uitgerust met een platte en robuuste structuur met een vierkante vorm. De oogkas was klein, omgeven door sterke botten. De onderkaken waren erg kort (ongeveer de helft van de lengte van de schedel) en het quadratum helde ongeveer negentig graden naar achteren.
De ribben waren stevig, terwijl het opperarmbeen behoorlijk stevig was. De lengte van het lichaam, evenals de morfologie van het grootste deel daarvan, is onbekend.

## Fylogenie
Aanvankelijk gaven talrijke studies (Wu et alii, 1993; Wu et alii, 1996; Gao, 1997) Sineoamphisbaena aan als de oudst bekende amphisbaenide. Deze classificatie werd in twijfel getrokken door andere studies (Kearney, 2003; Conrad, 2008), die geloofden dat ze Sineoamphisbaena konden toewijzen aan de groep squamaten die bekend staat als polyglyphanodontiden.
Een grootschalige studie van levende en uitgestorven squamaten (Gauthier et alii, 2012) vond geen bijzondere affiniteit tussen amphisbaeniden en Sineoamphisbaena. Integendeel, de studie stelde dat dit dier het zustertaxon was van een clade gevormd door de slangen, amphisbaeniden, de Dibamidae-familie en Amerikaanse apode hagedissen. De analyse van 2012 houdt zelfs geen rekening met een nauwe verwantschap tussen Sineoamphisbaena en polyglyphanodontiden, hoewel in een andere even goed ondersteunde cladistische analyse (die geen rekening houdt met apodale hagedissen en Mosasauridae) binnen dezelfde studie Sineoamphisbaena vond als een polyglyphanodontide met gravende gewoonten.

## Paleobiologie
De bizarre vorm van de schedel en het robuuste opperarmbeen tonen aan dat Sineoamphisbaena een dier was een gravende levenswijze, dat tunnels groef en zich erin voortbewoog.